# Kathok Getse Rinpoché
Rinpoché
Gyurme Tenpa Namgyal -
Kathok Getse Rinpoché aussi appelé Gyourmé Tenpa Gyaltsen (né en 1954 à Golok au Tibet oriental, mort à Pharping au Népal, le 19 novembre 2018) est un tulkou et un moine tibétain, nommé à la tête de la tradition nyingma du bouddhisme tibétain. 

## Biographie
Né à Golok au Tibet oriental en 1954, il est reconnu par le 16e karmapa, Dzongsar Khyentsé Chökyi Lodrö et Adzom Gyalsé Rinpoché comme quatrième détenteur du trône du monastère de Kathok, réincarnation du troisième Kathok Getse, Gyurme Tenpa Namgyal (1886-1952).  
Dès son plus jeune âge, il reçoit les enseignements et les habilitations de nombreux maîtres passés et actuels, dont le 14e dalaï-lama. Maître du dzogchen, il passe plusieurs années en retraite spirituelle et visite plusieurs monastères liés à celui de Kathok au Tibet. 
En 1997, il s'exile du Tibet, et passe plusieurs années en retraite au Népal, où il est à la tête du monastère de Katok Ritrod, situé dans une région montagneuse, à trois heures de route de Katmandou.
Il est nommé septième chef de l’école  nyingma du bouddhisme tibétain lors de la 29e assemblée du Nyingma Monlam à Bodhgaya en janvier 2018, par les représentants de l'école nyingma, à l'unanimité pour un mandat de trois ans.  Une semaine après sa nomination, il rencontre le  14e dalaï-lama à Bodhgaya,.
En novembre 2018, alors qu'il est en retraite spirituelle au Népal, à Hattiban, un village situé à environ une heure de Katmandou, il meurt à la suite d'un accident.  Il a glissé, en sortant de son lieu de retraite, se causant de graves blessures. Son corps est exposé à Adzom Kathok Choekhorling, où le public peut lui rendre hommage.
Dans un communiqué daté du 24 novembre, la branche religieuse et culturelle du gouvernement tibétain en exil a cité le décès de Kathok Getse Rinpoché comme étant la principale raison du report d'une conférence des écoles de bouddhisme tibétain annoncée de longue date. 
Du 29 novembre au 1er décembre 2018 aurait dû se tenir, dans un nouveau bâtiment de Gangchen Kyishong à Dharamsala, la 13e Conférence religieuse des écoles de bouddhisme tibétain à laquelle les chefs religieux tibétains, dont le dalaï-lama, devaient assister. 
La conférence avait pour objectif principal d’élever la qualité des connaissances et des pratiques bouddhistes et devait aborder la question de la réincarnation ou du successeur du dalaï-lama.
Peu après sa mort, certains ont dit qu'il avait été étrangement prescient à ce sujet,.